# Manon Rhéaume
Manon Rhéaume, född den 24 februari 1972 i Lac-Beauport i Québec, är en kanadensisk ishockeymålvakt.
Hon tog OS-silver i damernas ishockeyturnering i samband med de olympiska ishockeytävlingarna 1998 i Nagano.
Hon är den enda kvinnan som har spelat match i den nordamerikanska professionella ishockeyligan för herrar, National Hockey League (NHL), dock i bara träningssammanhang. Hon är också äldre syster till Pascal Rhéaume, som spelade själv i NHL och som lyckades vinna Stanley Cup.